# La dimora fantasma
La dimora fantasma, il cui titolo originale è Deadhouse Gates, è un romanzo fantasy del 2000 scritto dal canadese Steven Erikson, il secondo volume della saga intitolata Il libro Malazan dei Caduti.

## Trama

### Prologo
Felisin del casato di Paran, Baudin e Heboric Tocco-leggero, un ex sacerdote di Fener, sono incatenati insieme ad altri uomini e attendono il momento della decimazione, un assassinio di massa perpetrato allo scopo di diminuire il numero degli schiavi imbarcati. Arriva l'Aggiunto Tavore, sorella di Ganoes e Felisin, che sostituisce Lorn, in quanto è stata uccisa a Darujhistan nel precedente libro I giardini della Luna. I tre riescono a salvarsi dalla decimazione e salpano sulle navi negriere di Aren.

### Libro Primo - Raraku
Il primo libro si apre con il Trell Mappo e il mezzosangue Jaghut Icarium mentre si trovano nel Deserto Sacro Raraku. Lì incontrano il D'ivers Ryllandaras, una creatura che può mutare forma o numero, che si era trasformato in un branco di lupi. Mappo e Icarium lo riconoscono, poiché i lupi nel deserto Raraku non cacciano la gente, e il D'ivers dopo essere stato scoperto, gli riferisce che tenterà di uccidere Sha'ik.
Nel frattempo Crockus, Apsalar, Kalam e Fiddler giungono nel continente delle Sette Città approdando nella terra di Ehrlitan. Crockus domanda a Kalam e a Fiddler il motivo per cui si sono recati a Sette Città, e non nel continente di Quon Tali, dove avevano promesso di riportare Apsalar. Kalam gli risponde che Sette Città si è stancata dell'oppressione dell'Impero Malazan e si sta preparando a una ribellione. Giunti in una città, Kalam incontra una vecchia conoscenza collegata alle Spade Rosse, un'organizzazione che combatte l'Impero. A questo individuo Kalam ruba un libro, facendosi indicare come attraversare il deserto Raraku per giungere nel Pan'potsun Odhan senza incappare nei D'ivers. Così lascia Apsalar, Crokus e Fiddler per intraprendere il viaggio verso il Pan'potsun Odhan.
Mappo ed Icarium giungono in un Santuario dell'Ombra, nel bel mezzo del deserto, dove abita il Gran Sacerdote Iskaral Pust e il suo servo. Iskaral Pust li ospita, ma Mappo sospetta che le tenebre di quel santuario siano come orecchie per il vecchio, che suppone si finga rimbambito e che non risponde mai alle domande poste, senza prima dilungarsi in altri discorsi.
Intanto Felisin è diventata la prostituta di Beneth, colui che guida gli schiavi delle miniere Otataral, dove è stata portata infatti la ragazza, ed è a sua volta schiavo. Tuttavia non perde i contatti con Heboric Tocco-leggero, lo storico ed ex sacerdote di Fenere e Baudin, che, anzi grazia, alleggerendogli i lavori e concedendo il suo corpo come merce di scambio a Beneth. Durante una rivolta delle Guardie Rosse i tre riescono a fuggire, ma Baudin ucciderà Beneth e per questo Felisin lo odierà.

### Libro Secondo - Il Vortice
Kalam raggiunge la veggente Sha'ik nel Deserto Santo Raraku e le cede il Libro dell'Apocalisse. Quindi prosegue per la Patpot'sun Odhan. La veggente apre il libro per scatenare l'Apocalisse, ma viene uccisa da un dardo nemico. Quindi il Toblakai e Leorman, i suoi seguaci prendono il libro e fuggono, lasciando il cadavere di Sha'ik. Il Vortice si scatena.
Duiker lo storico, prosegue il suo viaggio insieme ai Wickan di Coltaine, il nuovo Pugno. Coltaine si rivelerà un uomo senza pietà e per opera dei suoi ci saranno molte stragi di innocenti affinché sia sedata la ribellione.
Fiddler, Apsalar e Crockus giungono a Raraku, ma vengono attaccati dai D'ivers e dai Soletaken. Lo Jaghut Icarium che si trovava nei paraggi, insieme al Trell suo amico, allontanano i trasmutatori di forme e conducono i tre nel Santuario dell'Ombra di Iskaral Pust, poiché Fiddler era stato ferito da una di quelle creature. Quando Fiddler si risveglia, si ritrova in una sala insieme al Trell Mappo, che si presenta anche se Fiddler lo conosceva già di fama. Lo zappatore rivela al Trell di avere intenzione di raggiungere Tremorlor, la Casa degli Azath, connessa a tutte le altre: la Dimora Fantasma nella Città Malaz e la casa appena sorta nella residenza D'Arle a Darujhistan. Si pensa inoltre che Kellanved, l'imperatore e Dancer il suo fidato assistente, non siano del tutto morti, ma, entrando in una di queste case siano ascesi e siano diventati Ammanas e Cotillion, Trono d'Ombra e la Fune. Infatti dopo la notizia della loro morte è apparsa nel Mazzo dei Draghi proprio l'alta casa dell'Ombra.
Felisin, Heboric e Baudin percorrono il deserto Otataral e giungono sulla spiaggia ovest dell'isola dove il mago Kulp è andato a recuperarli sotto il consiglio dello storico Duiker con la sua nave e i suoi uomini. La nave viene però distrutta, per cui proseguono all'interno di un canale ritrovandosi alla fine anche loro all'interno del Deserto Sacro. Rimasti solo in tre, Heboric, Felisin e Kulp, proseguono per Raraku.

### Libro Terzo - La Catena dei Cani
Duiker prosegue il viaggio con Coltaine, che, dopo aver combattuto diverse battaglie si ritrova con un esercito misero, un tempo riconosciuto come la "Catena dei Cani". Si pensa che sarà presto sconfitto, e la rivolta di Sette Città andrà a buon fine. Il Vortice infatti infuria a Raraku e molti popoli sono finalmente insorti. Il caporale List fa strani sogni riguardo ad uno Jaghut fantasma e lo comunica allo storico. La "Catena dei Cani" giunge nella foresta di Vathar dove dovrà combattere contro altri uomini della rivolta.
Felisin, Heboric e Kulp vengono attaccati da un D'ivers che li trae in inganno facendo credere loro di essere un mercante. Baudin arriva in loro aiuto, ma perde la vita insieme a Kulp nel tentativo di salvare gli altri. Heboric e la ragazza dunque proseguono e incontrano il Toblakai e Leorman, quest'ultimo chiede a Felisin se sia rinata Sha'ik, la ragazza risponde di sì, quasi senza pensarci.

### Libro Quarto - Le Porte della Dimora Fantasma
Nel tempio di Iskaral Pust, Apsalar scopre che il Servo, il cui vero nome è Rellok, è suo padre. Per questo fugge, mentre la ragazza lo insegue per il deserto. Crockus, Fiddler, Mappo e Icarium partono all'inseguimento dei due, e giunti alle porte di un Canale, li trovano. Contemporaneamente vengono raggiunti dal vecchio sacerdote. Tutti insieme varcano il portale ed entrati nel Canale si ritrovano in una foresta oltre la quale si estende una pianura, lì vive un Azath, un costruttore di Tremorlor.

## Personaggi
Sul Sentiero delle Mani
- Icarium, viaggiatore mezzosangue Jaghut
- Mappo, Trell compagno di Icarium
- Ryllandaras, lo Sciacallo Bianco, un D'ivers

I Malazan
- Felisin, figlia più giovane del casato di Paran
- Heboric Tocco-leggero storico esiliato ed ex sacerdote di Fener
- Baudin, compagno di Felisin ed Heboric
- Crockus, ladro Daru
- Apsalar, nono squadrone, Arsori di Ponti
- Fiddler, nono squadrone, Arsori di Ponti
- Kalam, sicario e caporale del nono squadrone, Arsori di Ponti
- Duiker, storico imperiale
- Kulp, Mago del Quadro, Settimo Esercito
- Pormqual, Gran Pugno di Sette Città, di stanza ad Aren

Gli Wickan
- Coltaine, Pugno, settimo esercito
- Sormo E'nath, stregone

Altri
- Moby, famiglio
- Beneth, criminale
- Apt, demone aptoriano
- Rellok, Servo
- Trono d'Ombra, Sovrano dell'Alta Casa dell'Ombra
- Cotillion, dio patrono dei sicari
- Lostara Yil, Spada Rossa